# Arethusana boabdil
Arethusana boabdil is een vlinder uit de onderfamilie Satyrinae van de familie Nymphalidae. De wetenschappelijke naam van de soort is voor het eerst geldig gepubliceerd in 1938 door Jules Pierre Rambur.